# Zona de vigilância aduaneira
Zonas de vigilância aduaneira são áreas demarcadas pelo Ministro da Fazenda na orla marítima ou na faixa de fronteira, onde a permanência de mercadorias ou a sua circulação e a de veículos, pessoas ou animais ficarão sujeitas às exigências fiscais, proibições e restrições que forem estabelecidas.
O ato que demarcar a zona de vigilância aduaneira poderá:
- ser geral em relação à orla marítima ou à faixa de fronteira, ou específico em relação a determinados segmentos delas;

- estabelecer medidas específicas para determinado local; e

- ter vigência temporária.

Na orla marítima, a demarcação da zona de vigilância aduaneira levará em conta, além de outras circunstâncias de interesse fiscal, a existência de portos ou ancoradouros naturais, propícios à realização de operações clandestinas de carga e descarga de mercadorias.
Compreende-se na zona de vigilância aduaneira a totalidade do Município atravessado pela linha de demarcação, ainda que parte dele fique fora da área demarcada.